# TWANGS
『TWANGS』（トゥワングス）は、GRAPEVINEの10枚目のアルバムである。2009年7月15日にロッカールームより発売された。

## 概要
- タイトルは「（ギターを弾く時の）ブーンと鳴る音」という意味を持つ。田中によるとアルバムの制作は年内に始まり、半年もかからずに終わったらしい。前半は亀井や西川の曲、3月にアメリカで行われた「SXSW(サウスバイサウスウエスト)09」の出演を挟んで、後半にセッション曲のレコーディングが行われた。
- 田中は「一つの節目になるくらいの変化が訪れたアルバム」と『読売新聞』のインタビューで答えている。
- 先行シングルが一曲のみなのは『déraciné』以来[1]である。
- 本作は全11曲中6曲がセッションで作られた。また、オリジナル・アルバムでは初めて、田中による楽曲が収録されなかった。
- 初回版はステッカー付き。

## 収録曲
1. 疾走 （作詞：田中和将 作曲：亀井亨）
24thシングル。アルバムでは唯一のシングル曲である。
2. Vex （作詞：田中和将 作曲：GRAPEVINE）
初の全編英語詞による楽曲である。弦一徹ストリングスが参加している。
3. Pity on the boulveard （作詞：田中和将 作曲：GRAPEVINE）
本アルバムでは最長の曲（7分3秒）である。元々は1曲目にする話も出ていたが、時間が長いことから断念したという。
4. Afterwards （作詞：田中和将 作曲：GRAPEVINE）
5. Twang （作詞：田中和将 作曲：GRAPEVINE）
田中による弾き語り、チェロ、ストリングスのみで構成されている。
6. Darlin' from hell （作詞：田中和将 作曲：亀井亨）
ドイツの詩人フリードリヒ・ヘルダーリンについて歌っている曲。
7. Turd and swine （作詞：田中和将 作曲：GRAPEVINE）
8. 小宇宙 （作詞：田中和将 作曲：西川弘剛）
西川の作曲は18thシングル「放浪フリーク」以来4年振り。
9. NOS （作詞：田中和将 作曲：亀井亨）
10. フラクタル （作詞：田中和将 作曲：亀井亨）
ニューヨーク、ブルックリンの風景に触発された曲だという。
11. She comes（in colors） （作詞：田中和将 作曲：GRAPEVINE）

- 編曲：GRAPEVINE&長田進

## パーソナル
- 田中和将：ボーカル、ギター
- 西川弘剛：ギター、マンドリン
- 亀井亨：ドラム

- 金戸覚：ベース、コントラバス
- 高野勲：キーボード
- 長田進：ギター、タンバリン

- 弦一徹：ストリングスアレンジ
- 弦一徹ストリングス：ストリングス (#2.5)
- 森田香織：チェロ (#5)